# Saint-Martin-de-Lixy
Saint-Martin-de-Lixy är en kommun i departementet Saône-et-Loire i regionen Bourgogne-Franche-Comté i östra Frankrike. Kommunen ligger i kantonen Chauffailles som tillhör arrondissementet Charolles. År 2022 hade Saint-Martin-de-Lixy 92 invånare.

## Befolkningsutveckling
Antalet invånare i kommunen Saint-Martin-de-Lixy
| Referens: INSEE |